# Allobates juanii
Allobates juanii är en groddjursart som först beskrevs av Morales 1994.  Allobates juanii ingår i släktet Allobates och familjen Aromobatidae. IUCN kategoriserar arten globalt som akut hotad. Inga underarter finns listade i Catalogue of Life.